# Över alla hinder (1978)
Över alla hinder (engelska: International Velvet) är en amerikansk dramafilm från 1978 i regi av Bryan Forbes. Filmen baseras på Enid Bagnolds bok En flicka till häst. Den är en uppföljare till filmen Över alla hinder (National Velvet) från 1944. I huvudrollerna ses Tatum O'Neal, Christopher Plummer, Anthony Hopkins och Nanette Newman.

## Handling
Filmen handlar om en föräldralös amerikansk flicka som kommer till Storbritannien för att bo hos sin tant Velvet Brown (huvudpersonen i filmen från 1944). De delar ett intresse för hästhoppning.

## Om filmen
Filmen är inspelad i Charnock Richard, Holbeton, Massachusetts och Montréal. Den hade världspremiär i New York den 19 juli 1978 och svensk premiär på biograf Look i Stockholm den 26 februari 1979. Åldersgränsen är 7 år.

## Rollista i urval
- Tatum O'Neal - Sarah Brown
- Christopher Plummer - John Seaton
- Anthony Hopkins - kapten Johnson
- Nanette Newman - Velvet Brown
- Peter Barkworth - Pilot
- Dinsdale Landen - Mr. Curtis
- Sarah Bullen - Beth
- Jeffrey Byron - Scott Saunders

## Utmärkelser
- 1979 - Evening Standard British Film Award - Bästa skådespelerska, Nanette Newman